# Green Hill Zone
Green Hill Zone (o simplemente Green Hill) es el primer nivel del videojuego de plataformas Sonic the Hedgehog, que se lanzó para Sega Genesis en 1991. El nivel es cubierto de hierba y exuberante, con características ambientales como palmeras, bucles verticales y acantilados, y es el hogar de numerosos animales del bosque. Al igual que los otros niveles del juego, Green Hill consta de 3 actos; en el tercero, Sonic lucha contra el antagonista Doctor Eggman antes de pasar al segundo nivel, Marble Zone. Fue construido por el diseñador de niveles Hirokazu Yasuhara con su tema musical de Masato Nakamura.
Green Hill Zone se considera un clásico de los videojuegos; el nivel y su música también han recibido opiniones positivas de la crítica. Ha aparecido en otros juegos de la serie, como Sonic Adventure 2, Sonic Generations, Sonic Mania, Sonic Forces y Sonic Frontiers. Los críticos han notado una estética similar a la de Green Hill en los niveles de otros juegos.

## Descripción
Green Hill es el primer nivel de Sonic the Hedgehog. Ubicado en la Isla Sur,: 4  es un escenario exuberante y cubierto de hierba con características únicas, como palmeras caídas y acantilados que se desmoronan.: 7  Además, al igual que en los niveles posteriores del juego, Green Hill tiene características ambientales y obstáculos como rampas, bucles verticales, túneles, trampolines, púas,: 7  y puntos de control.: 5  Normalmente está poblado por criaturas del bosque, pero el antagonista Doctor Eggman los encarcela dentro de robots conocidos como Badniks antes de los eventos del juego, por lo que el jugador debe destruirlos para liberar a los animales.: 2  Green Hill consta de tres actos, y el final del Acto 3 presenta una batalla de jefe con Robotnik.: 10  Después de vencer a Robotnik, Sonic pasa al segundo nivel, Marble Zone con temática de lava.: 7 

## Desarrollo
Sonic the Hedgehog fue creado por el recién formado Sonic Team, una subsidiaria de Sega de 15 miembros formada para crear un personaje que pudiera competir con Mario de Nintendo. El diseño de niveles del juego estuvo a cargo de Hirokazu Yasuhara, y el tema musical fue compuesto por Masato Nakamura de la banda japonesa Dreams Come True. Al diseñar Green Hill, Yasuhara se inspiró en el estado estadounidense de California, mientras que la combinación de colores del juego en general estuvo influenciada por el trabajo del artista pop Eizin Suzuki. El programador del juego, Yuji Naka, afirmó que le llevó casi un año crear Green Hill y que fue creado y destruido varias veces antes de llegar a la versión final.

## Apariciones
Si bien el juego original era uno de desplazamiento lateral en 2D, Green Hill se rehízo completamente en 3D como un nivel secreto en Sonic Adventure 2 (2001); el jugador lo desbloquea después de recolectar los 180 emblemas encontrados al completar los numerosos objetivos del juego. El juego de 2011 Sonic Generations, un título que revisita entradas anteriores de la serie Sonic, presenta versiones en 2D («Clásicas») y en 3D («Modernas») de Green Hill, así como de muchos otros niveles de Sonic. Una reinterpretación del nivel aparece en el título Sonic Mania (2017). Green Hill reaparece en Sonic Forces, habiéndose convertido parcialmente en un desierto debido al agotamiento de recursos por parte de las industrias de Eggman. Las recreaciones digitales de Green Hill aparecen en el juego Sonic Frontiers (2022) como parte de los niveles del Ciberespacio del juego.
Además, aparece como escenario en el juego de lucha 2.5D Sonic Battle. en el videojuego de tenis, Sega Superstars Tennis, en el videojuego de deportes Mario y Sonic en los Juegos Olímpicos de Invierno Sochi 2014, en el título móvil Sonic Dash, en el juego de aventuras cruzado Lego Dimensions y en los juegos de lucha cruzados Dengeki Bunko: Fighting Climax y la serie Super Smash Bros.. En la película de 2020 Sonic, la película, Green Hill se representa como el hogar original de Sonic. La película también presenta a Sonic viviendo en un pequeño pueblo de Montana llamado Green Hills.

## Recepción
Green Hill Zone ha sido reconocido por la crítica como un nivel de videojuego clásico y conocido. Samit Sarkar de Polygon y Jim Sterling y Chris Carter de Destructoid lo han descrito como «clásico». De manera similar, Joe Skrebels de Official Nintendo Magazine lo llamó «nostálgico», mientras que Christopher Grant de Joystiq consideró que tenía un lugar «en el centro de su santuario de juegos retro». Kevin Wong de Complex afirmó que la popularidad del juego y del nivel era tal que «incluso si no tuvieras un Génesis, este era el nivel que jugabas en los grandes almacenes mientras tus padres iban de compras». Craig Snyder de MakeUseOf nombró el nivel como uno de los cinco mejores niveles de videojuegos y lo calificó como «una excelente manera de prepararse para lo que está por venir».
La música de fondo del nivel se destacó particularmente como memorable. Andy Kelly de Computer and Video Games calificó el tema de Green Hill como una «parte monumental de la nostalgia de Sega», y el escritor de GamesRadar, Justin Towell, también se refirió a él como clásico. Tim Turi, de Game Informer, encontró la música del nivel «pegadiza», y Wong la clasificó como la decimotercera mejor pieza musical para juegos de la era de los 16 bits.

### Legado
Los juegos posteriores de Sonic a menudo incluían devoluciones de llamadas a Green Hill. Turi señaló que Emerald Hill de Sonic the Hedgehog 2, Mushroom Hill de Sonic & Knuckles y Seaside Hill de Sonic Heroes encajan en el mismo molde general que Green Hill, afirmando que «los jugadores han jugado Green Hill Zone docenas de veces». Sin embargo, opinó que la versión Sonic Generations del Green Hill original «los derrota a todos» tanto en sus encarnaciones 2D como 3D. Justin Baker de Nintendo World Report y Skrebels hicieron una analogía de Windy Hill de Sonic Lost World con Green Hill, mientras que Carter pensaba de manera similar sobre los niveles de contenido descargable de The Legend of Zelda. La decisión de incluir a Green Hill en otros juegos de la serie, como Sonic Forces, ha sido motivo de debate entre algunos fans, que creen que Sega ha abusado del escenario desde su debut.
La versión de Green Hill presentada en Sonic Mania se convirtió en uno de los cursos de speedrun más «disputados» de ese juego debido a su complejidad adicional en comparación con el original. Se observó que la ruta más rápida a través del nivel cambiaba constantemente entre los segmentos superior, medio o inferior a medida que los corredores de velocidad optimizaban aún más el camino. Trihex, un notable corredor de velocidad, llamó al nivel «un monstruo» debido a su dificultad, incluidas las plataformas cronometradas.
Para conmemorar el decimoquinto aniversario de Sonic en 2006, Sega lanzó una versión en papel de Green Hill en formato PDF en su sitio web. En 2011, poco después del lanzamiento de Sonic Generations, Sega celebró un concurso en el que invitaba a los jugadores a subir a YouTube vídeos de reproducción de la versión 3D del juego de Green Hill completados en menos de un minuto y cincuenta segundos; Los ganadores eran elegibles para recibir productos de Sonic.
Durante el 30 aniversario de Sonic, Nakamura y Dreams Come True lanzaron «Tsugi no Se~no! De - On The Green Hill - versión DCT», un sencillo del tema Green Hill Zone que introdujo la letra del tema por primera vez y se lanzó el 7 de julio de 2021. Un vídeo musical siguió sólo unos meses después del lanzamiento del sencillo en septiembre de ese año. Una versión alternativa de la pista con más instrumentos con sonido de Genesis/Megadrive fue lanzada algún tiempo después del sencillo y se tituló «Masado & Miwasco version».